# Celeborn
Celeborn est un personnage du légendaire de l'auteur britannique J. R. R. Tolkien apparaissant dans Le Seigneur des anneaux. C'est un Elfe, époux de Galadriel, et seigneur de la Lothlórien au Troisième Âge. Son ascendance est incertaine.
Le personnage de Celeborn est apparu peu après celui de Galadriel et a été éclipsé par ce dernier. Son rôle et son inscription dans le légendaire ont subi de constants remaniements et il est difficile de faire la part des différentes conceptions du personnage.
Selon les versions, Celeborn serait d'origine sinda ou teler, et aurait vécu à Doriath, en Lindon, à Fondcombe et à Belfalas, avant que toutes ne s'accordent pour le voir seigneur de la Lórien à l'époque de la guerre de l'Anneau.
Celeborn apparaît dans quelques-unes des adaptations du Seigneur des anneaux, mais a été omis dans nombre d'entre elles à cause de son importance secondaire.

## Description
Dans Le Seigneur des anneaux, J. R. R. Tolkien offre une description de Celeborn et de son épouse Galadriel :

« Ils étaient très grands, la Dame non moins que le Seigneur ; et ils étaient graves et beaux. Ils étaient entièrement vêtus de blanc : et les cheveux de la Dame étaient d'or foncé, et ceux du Seigneur Celeborn, longs et brillants, étaient d'argent ; mais il n'y avait en eux aucun signe de l'âge, sinon dans l'intensité de leur regard ; car leurs yeux étaient aussi pénétrants que des lances à la lumière des étoiles, et cependant profonds, puits de souvenirs enfouis. »

— J. R. R. Tolkien, Le Seigneur des anneaux

### Famille
Celeborn, prince Sinda de Doriath, était un parent du Roi Elu Thingol car il était le petit-fils d'Elmo, frère du Roi Elwë (cette ascendance est toutefois sujette à caution, Celeborn pourrait aussi être un Teleri d'Aman, parent d'Olwë).
|  |  |           |           |           |           |           |           |           |           |          |          |           |           |           |           |           |           |        |        |         |         |         |         |         |         |        |        |           |           |           |           |           |           |           |           |           |           |          |          |          |          |          |          |                   |                   |                   |                   |                   |                   |         |         |         |         |         |         |              |              |              |              |              |              |        |        |        |        |
|  |  |           |           |           |           |           |           |           |           |          |          |           |           |           |           |           |           |        |        |         |         |         |         |         |         |        |        |           |           |           |           |           |           |           |           |           |           |          |          |          |          |          |          |                   |                   |                   |                   |                   |                   |         |         |         |         |         |         |              |              |              |              |              |              |        |        |        |        |
|  |  | Finwë     | Finwë     | Finwë     | Finwë     | Finwë     | Finwë     |           |           | Indis    | Indis    | Indis     | Indis     | Indis     | Indis     |           |           | Olwë   | Olwë   | Olwë    | Olwë    | Olwë    | Olwë    |         |         |        |        |           |           |           |           |           |           |           |           |           |           |          |          | Elmo     | Elmo     | Elmo     | Elmo     | Elmo              | Elmo              |                   |                   | Elwë              | Elwë              | Elwë    | Elwë    | Elwë    | Elwë    |         |         | Melian       | Melian       | Melian       | Melian       | Melian       | Melian       |        |        |        |        |
|  |  | Finwë     | Finwë     | Finwë     | Finwë     | Finwë     | Finwë     |           |           | Indis    | Indis    | Indis     | Indis     | Indis     | Indis     |           |           | Olwë   | Olwë   | Olwë    | Olwë    | Olwë    | Olwë    |         |         |        |        |           |           |           |           |           |           |           |           |           |           |          |          | Elmo     | Elmo     | Elmo     | Elmo     | Elmo              | Elmo              |                   |                   | Elwë              | Elwë              | Elwë    | Elwë    | Elwë    | Elwë    |         |         | Melian       | Melian       | Melian       | Melian       | Melian       | Melian       |        |        |        |        |
|  |  |           |           |           |           |           |           |           |           |          |          |           |           |           |           |           |           |        |        |         |         |         |         |         |         |        |        |           |           |           |           |           |           |           |           |           |           |          |          |          |          |          |          |                   |                   |                   |                   |                   |                   |         |         |         |         |         |         |              |              |              |              |              |              |        |        |        |        |
|  |  |           |           |           |           |           |           |           |           |          |          |           |           |           |           |           |           |        |        |         |         |         |         |         |         |        |        |           |           |           |           |           |           |           |           |           |           |          |          |          |          |          |          |                   |                   |                   |                   |                   |                   |         |         |         |         |         |         |              |              |              |              |              |              |        |        |        |        |
|  |  | Fingolfin | Fingolfin | Fingolfin | Fingolfin | Fingolfin | Fingolfin |           |           | Finarfin | Finarfin | Finarfin  | Finarfin  | Finarfin  | Finarfin  |           |           | Eärwen | Eärwen | Eärwen  | Eärwen  | Eärwen  | Eärwen  |         |         |        |        |           |           |           |           |           |           |           |           |           |           |          |          | Galadhon | Galadhon | Galadhon | Galadhon | Galadhon          | Galadhon          |                   |                   |                   |                   | Lúthien | Lúthien | Lúthien | Lúthien | Lúthien | Lúthien |              |              | Beren        | Beren        | Beren        | Beren        | Beren  | Beren  |        |        |
|  |  | Fingolfin | Fingolfin | Fingolfin | Fingolfin | Fingolfin | Fingolfin |           |           | Finarfin | Finarfin | Finarfin  | Finarfin  | Finarfin  | Finarfin  |           |           | Eärwen | Eärwen | Eärwen  | Eärwen  | Eärwen  | Eärwen  |         |         |        |        |           |           |           |           |           |           |           |           |           |           |          |          | Galadhon | Galadhon | Galadhon | Galadhon | Galadhon          | Galadhon          |                   |                   |                   |                   | Lúthien | Lúthien | Lúthien | Lúthien | Lúthien | Lúthien |              |              | Beren        | Beren        | Beren        | Beren        | Beren  | Beren  |        |        |
|  |  |           |           |           |           |           |           |           |           |          |          |           |           |           |           |           |           |        |        |         |         |         |         |         |         |        |        |           |           |           |           |           |           |           |           |           |           |          |          |          |          |          |          |                   |                   |                   |                   |                   |                   |         |         |         |         |         |         |              |              |              |              |              |              |        |        |        |        |
|  |  |           |           |           |           |           |           |           |           |          |          |           |           |           |           |           |           |        |        |         |         |         |         |         |         |        |        |           |           |           |           |           |           |           |           |           |           |          |          |          |          |          |          |                   |                   |                   |                   |                   |                   |         |         |         |         |         |         |              |              |              |              |              |              |        |        |        |        |
|  |  |           |           | Finrod    | Finrod    | Finrod    | Finrod    | Finrod    | Finrod    |          |          | Angrod    | Angrod    | Angrod    | Angrod    | Angrod    | Angrod    |        |        | Aegnor  | Aegnor  | Aegnor  | Aegnor  | Aegnor  | Aegnor  |        |        | Galadriel | Galadriel | Galadriel | Galadriel | Galadriel | Galadriel |           |           | Celeborn  | Celeborn  | Celeborn | Celeborn | Celeborn | Celeborn |          |          | Galathil          | Galathil          | Galathil          | Galathil          | Galathil          | Galathil          |         |         |         |         |         |         |              |              |              |              |              |              |        |        |        |        |
|  |  |           |           | Finrod    | Finrod    | Finrod    | Finrod    | Finrod    | Finrod    |          |          | Angrod    | Angrod    | Angrod    | Angrod    | Angrod    | Angrod    |        |        | Aegnor  | Aegnor  | Aegnor  | Aegnor  | Aegnor  | Aegnor  |        |        | Galadriel | Galadriel | Galadriel | Galadriel | Galadriel | Galadriel |           |           | Celeborn  | Celeborn  | Celeborn | Celeborn | Celeborn | Celeborn |          |          | Galathil          | Galathil          | Galathil          | Galathil          | Galathil          | Galathil          |         |         |         |         |         |         |              |              |              |              |              |              |        |        |        |        |
|  |  |           |           |           |           |           |           |           |           |          |          |           |           |           |           |           |           |        |        |         |         |         |         |         |         |        |        |           |           |           |           |           |           |           |           |           |           |          |          |          |          |          |          |                   |                   |                   |                   |                   |                   |         |         |         |         |         |         |              |              |              |              |              |              |        |        |        |        |
|  |  |           |           |           |           |           |           |           |           |          |          | Orodreth  | Orodreth  | Orodreth  | Orodreth  | Orodreth  | Orodreth  |        |        |         |         |         |         | Elrond  | Elrond  | Elrond | Elrond | Elrond    | Elrond    |           |           | Celebrían | Celebrían | Celebrían | Celebrían | Celebrían | Celebrían |          |          |          |          |          |          | Nimloth[Lequel ?] | Nimloth[Lequel ?] | Nimloth[Lequel ?] | Nimloth[Lequel ?] | Nimloth[Lequel ?] | Nimloth[Lequel ?] |         |         |         |         |         |         | Dior Eluchíl | Dior Eluchíl | Dior Eluchíl | Dior Eluchíl | Dior Eluchíl | Dior Eluchíl |        |        |        |        |
|  |  |           |           |           |           |           |           |           |           |          |          | Orodreth  | Orodreth  | Orodreth  | Orodreth  | Orodreth  | Orodreth  |        |        |         |         |         |         | Elrond  | Elrond  | Elrond | Elrond | Elrond    | Elrond    |           |           | Celebrían | Celebrían | Celebrían | Celebrían | Celebrían | Celebrían |          |          |          |          |          |          | Nimloth[Lequel ?] | Nimloth[Lequel ?] | Nimloth[Lequel ?] | Nimloth[Lequel ?] | Nimloth[Lequel ?] | Nimloth[Lequel ?] |         |         |         |         |         |         | Dior Eluchíl | Dior Eluchíl | Dior Eluchíl | Dior Eluchíl | Dior Eluchíl | Dior Eluchíl |        |        |        |        |
|  |  |           |           |           |           |           |           |           |           |          |          |           |           |           |           |           |           |        |        |         |         |         |         |         |         |        |        |           |           |           |           |           |           |           |           |           |           |          |          |          |          |          |          |                   |                   |                   |                   |                   |                   |         |         |         |         |         |         |              |              |              |              |              |              |        |        |        |        |
|  |  |           |           |           |           |           |           |           |           |          |          |           |           |           |           |           |           |        |        |         |         |         |         |         |         |        |        |           |           |           |           |           |           |           |           |           |           |          |          |          |          |          |          |                   |                   |                   |                   |                   |                   |         |         |         |         |         |         |              |              |              |              |              |              |        |        |        |        |
|  |  |           |           | Finduilas | Finduilas | Finduilas | Finduilas | Finduilas | Finduilas |          |          | Gil-galad | Gil-galad | Gil-galad | Gil-galad | Gil-galad | Gil-galad |        |        | Elladan | Elladan | Elladan | Elladan | Elladan | Elladan |        |        | Elrohir   | Elrohir   | Elrohir   | Elrohir   | Elrohir   | Elrohir   |           |           | Arwen     | Arwen     | Arwen    | Arwen    | Arwen    | Arwen    |          |          | Eluréd            | Eluréd            | Eluréd            | Eluréd            | Eluréd            | Eluréd            |         |         | Elurín  | Elurín  | Elurín  | Elurín  | Elurín       | Elurín       |              |              | Elwing       | Elwing       | Elwing | Elwing | Elwing | Elwing |

Cet arbre reprend l'hypothèse dans laquelle Celeborn serait le petit-fils d'Elmo.

### Noms et titres
Celeborn est un nom sindarin signifiant soit « arbre d'argent », des racines celeb « argent » et orne « arbre », soit encore « grand d'argent », où orn dériverait de l'ancienne forme adjectivale orna « grand, élancé ». Comme d'autres noms elfiques commençant par la lettre C (toujours prononcée /k/), Tolkien l'a longtemps orthographié Keleborn, mais il a fini par choisir la forme en C au moment de la publication du Seigneur des anneaux.
Son nom se traduit en quenya par Teleporno, ce qui est une forme telerine, comme on le voit par l'usage de la racine telep pour « argent » au lieu du tyelep quenyarin dérivant de l'ancienne racine kyelep,.
L'Ent Sylvebarbe salue Celeborn et Galadriel en les appelant « A vanimar, vanimalion nostari » ce qui peut se traduire par « Ô belles personnes, parents de beaux enfants ».

## Histoire

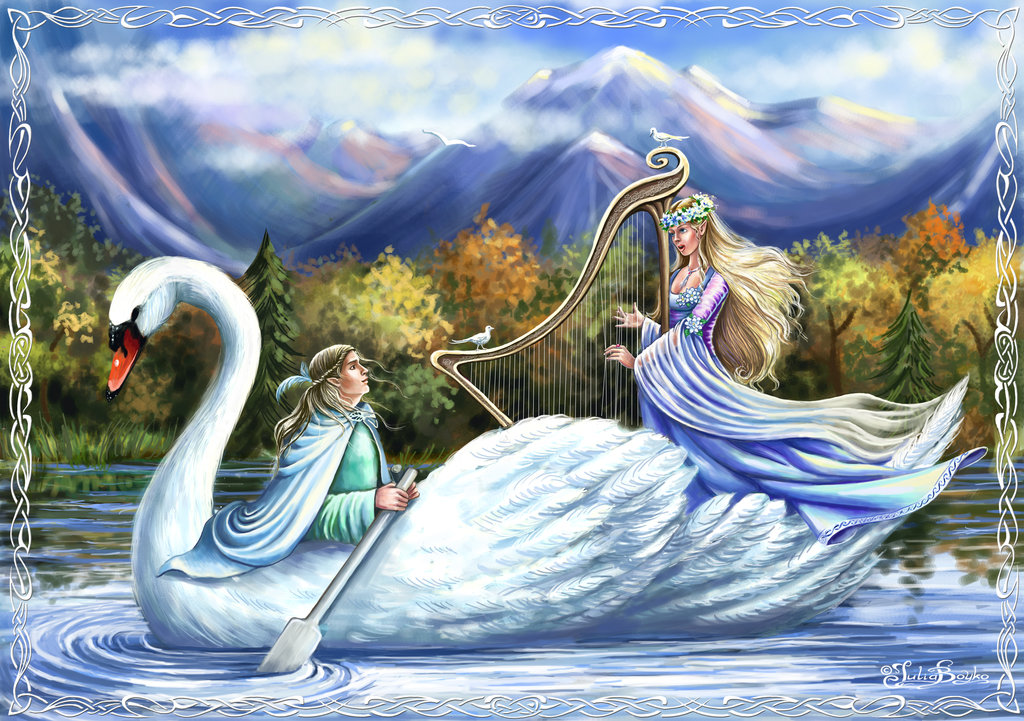
Galadriel et Celeborn.

Au Premier Âge, il épousa Galadriel, une Ñoldo, fille de Finarfin, et s'établit à Menegroth du temps de la splendeur du règne de Thingol et de son épouse Melian. Après la trahison des Nains et la ruine de Doriath, Celeborn et son épouse s'enfuirent au Lindon, à l'ouest de l'Ered Luin et y restèrent quand Beleriand fut englouti jusque dans les années 700 du Deuxième Âge, date à laquelle ils partirent fonder Eregion.
Vers l'année 700 du Deuxième Âge Celeborn et son épouse fondèrent le Royaume de l'Eregion, un royaume d'Elfes orfèvres, et ils firent construire la ville d'Ost-in-Edhil pour contrer la menace grandissante du retour de l'Ombre à l'Est, à partir de 750. En l'an 1000, Celeborn refusa de suivre son épouse lorsque celle-ci partit s'établir en Lothlórien par-delà les Monts Brumeux, car Celeborn était un proche parent de Thingol. Il fut témoin de la trahison des Nains, entraînant la ruine de Doriath. De ce fait, il garda toujours une rancune envers cette race et lorsqu'il s'installa en Eregion, la proximité avec le royaume de Khazad-dûm, pourtant non impliqué dans cette affaire, semblait lui déplaire, à l'inverse de son épouse Galadriel, qui entretenait d'excellentes relations avec eux. Il resta en Eregion jusqu'à ce que Sauron envahisse le pays lors de sa guerre contre Gil-Galad et ne tue Celebrimbor, créateur des anneaux de pouvoir.
Après la destruction de l'Eregion, Galadriel partit rejoindre Celeborn à Imladris, et ils vécurent un temps dans le royaume de Lindon. Ils eurent une fille, Celebrían, qui épousa Elrond en l'an 109 T.A. Après le Réveil du Balrog dans la Moria et la disparition en mer du dernier Roi de Lothlórien, Amroth, qui mourut d'amour pour Nimrodel en 1981, Celeborn partit diriger avec Galadriel la Lothlórien, sur le Celebrant. Ils ne se considèrent alors pas comme Roi et Reine mais comme Seigneur et Dame de Lorien.
Pendant la Guerre de l'Anneau, il défendit la Lothlórien contre trois assauts des Orques de Sauron. Il conduisit son armée dans la Forêt Noire et y détruisit la forteresse de Dol Guldur soupçonnée d'appartenir à Sauron.
Quand Galadriel embarqua pour Valinor, après la chute de Sauron, Celeborn et ses elfes sylvains établirent la Lórien orientale dans ce qui était la Forêt Noire, après que l'Ombre eut été éliminée. Il régna sur ce royaume pendant quelque temps avant de se retirer à Imladris puis de partir finalement en Aman au cours du Quatrième âge.

## Conception et évolution

### Création
La création du personnage de Celeborn est intimement liée à celle de son épouse Galadriel. Alors que Tolkien avait entrepris la rédaction du Seigneur des anneaux, il s'arrêta au moment où l'Elfe Haldir mène la communauté de l'Anneau jusqu'à Cerin Amroth. Il écrivit alors plusieurs notes sur la façon dont il devait continuer l'histoire, et l'une d'elles faisait référence à une dame des Galadhrim, aux cheveux blancs et aux yeux pénétrants, bien que son nom ne soit pas encore spécifié. Dans une autre note, cette fois écrite sur le manuscrit du brouillon de ce qui va devenir les chapitres 6 et 7 du livre II de La Communauté de l'anneau, le nom de Galadriel apparaît déjà et elle est décrite comme l'épouse d'Elrond. Après ces notes, Tolkien continua la composition du chapitre et à la première apparition de Galadriel, il inséra le personnage de Celeborn.
Quand la narration eut atteint le passage où, à Caras Galadhon, la Communauté se prépare à se reposer après avoir parlé avec Celeborn et Galadriel, Tolkien interrompit une nouvelle fois la composition et écrivit un bref brouillon sur la suite du chapitre jusqu'à ce que la Compagnie sorte de Lothlórien. Dans celui-ci, le Miroir de Galadriel appartenait à Celeborn et non à elle, mais après avoir retravaillé la composition, Tolkien attribua sa propriété à la dame et c'est Frodon, et non Sam comme dans la version définitive, qui regarde dedans. Quand il commença le chapitre « Adieu à la Lórien », Tolkien rédigea trois textes dans lesquels Celeborn parle à la Compagnie de la suite de son voyage et leur prête les barques dans lesquelles ils partent sur le fleuve Anduin.
Si Celeborn est alors présenté comme le seigneur de la Lórien, son origine, sa famille et sa vie précédente ne sont évoquées que de manière allusive.

### Évolution
Dans les Contes et légendes inachevés, Christopher Tolkien consacre un chapitre entier à la présentation de divers textes de son père concernant Galadriel, Celeborn et la Lórien. Il y affirme en introduction que :

« Nulle part, dans l'histoire de la Terre du Milieu, on ne se heurte à tant de difficultés que dans le récit de Galadriel et de Celeborn, et on doit admettre que de graves inconséquences “sont incrustées dans la tradition” ; ou bien, prenant les choses d'un autre point de vue, il nous faut considérer que le rôle et l'importance de Galadriel n'ont émergé qu'au fur et à mesure du récit, lequel aurait subi de constants remaniements. »

— Christopher Tolkien, Contes et légendes inachevés
En effet, les informations concernant Celeborn et son épouse varient en fonction des textes. Il semble que dans la conception originale, Celeborn rencontre Galadriel en Lórien, et serait un elfe Nando. Mais selon la version de The Road Goes Ever On, reprise dans Le Silmarillion, Celeborn serait plutôt un Sinda qui aurait rencontré Galadriel à Doriath au cours du Premier Âge. Il aurait quitté le Beleriand avant la fin du Premier Âge, et aurait vécu en Lindon au début du Deuxième Âge.

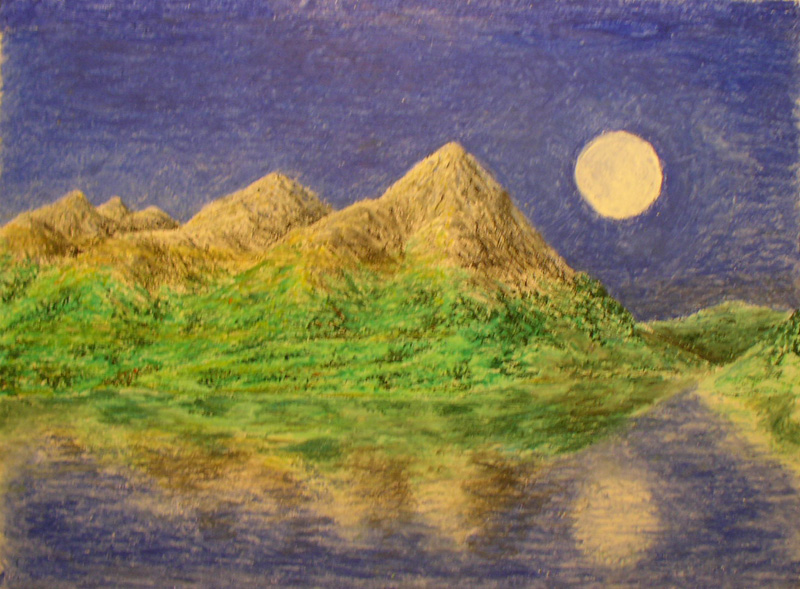
Les rivages du Lindon, le royaume de Gil-galad, où Celeborn vit un certain temps au Second Âge selon un texte.

Dans l'une des premières versions du texte « Les Anneaux de pouvoir et le Troisième Âge », Galadriel quitte Nargothrond pour l'Eriador avant la chute de la ville, puis avant même sa construction dans une version ultérieure. Dans cette conception, et en accord avec les paroles qu'elle adresse à Frodon dans le Seigneur des Anneaux, Galadriel franchit seule les montagnes de Beleriand avant la fin du Premier Âge, et elle rencontre Celeborn en Lothlórien,.

« Car le Seigneur des Galadhrim est considéré comme le plus sage des Elfes de la Terre du Milieu et comme le dispensateur de dons qui dépassent le pouvoir des rois. Il a résidé dans l'Ouest depuis le temps de l'aube, et j'ai demeuré avec lui d'innombrables années ; car, dès avant la chute de Nargothrond ou Gondolin, j'ai passé les montagnes, et ensemble durant des siècles du monde, nous avons combattu la longue défaite. »

— Galadriel, « le miroir de Galadriel », dans Le Seigneur des anneaux de J. R. R. Tolkien.
Dans l'essai postérieur à la publication de The Road Goes Ever On et dans le brouillon de l'histoire que Tolkien écrivit peu avant de mourir, Celeborn semble être un Falmar (Teler) d'Aman qui franchit les montagnes de Beleriand jusqu'en Eriador pour rejoindre Galadriel, version cohérente avec l'essai The Shibboleth of Fëanor.
Quelque temps après la publication du Seigneur des anneaux, Tolkien s'intéressa à l'histoire de Galadriel et Celeborn au Second Âge dans un texte très brouillon intitulé « À propos de Galadriel et de Celeborn ». Il y décrit comment elle refuse de quitter la Terre du Milieu à la fin du Premier Âge, préférant traverser l'Ered Luin avec Celeborn pour s'installer sur les rives du lac Evendim avec une vaste compagnie d'Elfes Gris et Verts. Amroth y est présenté comme leur fils, né entre 350 et 400 S.A. Vers 700, Celeborn et Galadriel repartent vers l'est et fondent un royaume en Eregion, entretenant de bonnes relations avec les Nains de la Moria et nouant des liens avec le royaume sylvestre de Lórinand, sur l'autre versant des Monts Brumeux. L'arrivée de Sauron en Eregion, vers 1200, bouleverse les choses : il charme les orfèvres Ñoldor de ce royaume et les convainc finalement de chasser du pouvoir Celeborn et Galadriel (entre 1350 et 1400). Celebrimbor devient seigneur de l'Eregion ; Celeborn refuse de quitter le royaume, mais Galadriel part pour le Lórinand et se prépare à la guerre. Une fois Sauron chassé d'Eriador, elle part pour Fondcombe avec sa fille Celebrían, laissant Amroth avec la responsabilité du Lórinand. Par la suite, à une date indéterminée, elle retrouve son époux et part vers le sud s'établit en Belfalas, sur le futur emplacement de la cité de Dol Amroth, et y résider jusqu'à la disparition d'Amroth, en l'an 1981 du Troisième Âge, événement qui les pousse à rejoindre Lórinand (Lórien).
En 1969 ou ultérieurement, Tolkien écrivit un autre récit intitulé « Fragment de la légende d'Amroth et Nimrodel, relatée en bref », où il offre une version complètement différente. Selon ce texte, Galadriel se rend en Lindon, auprès de Gil-galad, tandis que Celeborn se rend en Lórien et fortifie le pays contre Sauron, avant de rejoindre son épouse après la fin de la guerre. Ici, Amroth n'est plus le fils de Celeborn et Galadriel, mais d'Amdír, un autre prince sinda. Dans cette version, et à la différence des versions antérieures, le couple vit un temps en Lothlórien au début du Troisième Âge, préoccupé par l'obscurité qui croît dans la Forêt Noire. Ce n'est que par la suite qu'ils partent pour Fondcombe, avant de revenir en Lórien après la chute de la Moria et la disparition d'Amroth, devenant les gardiens du pays.

## Critique et analyse
La majorité des critiques ont noté que le personnage de Celeborn s'effaçait devant celui de Galadriel. Claire Jardillier parle de « transparence quasi-pathétique ».
La chevelure d'argent de Celeborn alors que celle de son épouse est dorée rappelle l'or et l'argent des Arbres du Valinor, selon Cynthia M. Cohen, et contribue à l'association forte du personnage avec les arbres.

## Adaptations

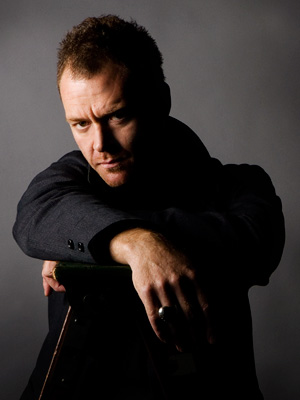
Marton Csokas, interprète de Celeborn dans les films de Peter Jackson.

Dans l'adaptation du Seigneur des anneaux en dessin animé réalisée par Ralph Bakshi en 1978, Celeborn n'a pas de rôle parlant, et apparaît brièvement aux côtés de son épouse Galadriel.
Dans l'adaptation radiophonique de 1981 pour la BBC Radio 4, Celeborn est doublé par Simon Cadell.
Celeborn apparaît dans la trilogie cinématographique du Seigneur des anneaux du réalisateur néo-zélandais Peter Jackson. Il est joué par Marton Csokas, et est présent dans le premier et le troisième film, où, contrairement au livre, il accompagne son épouse, Frodon, Bilbon, Gandalf et Elrond sur le vaisseau qui quitte les Havres Gris pour Valinor.
Dans le jeu vidéo Le Seigneur des Anneaux : La Bataille pour la Terre du Milieu II, Celeborn est un personnage de la première campagne du Mal.
Celeborn a également inspiré les dessinateurs, comme Angus McBride ou Rowena Morrill.
Games Workshop réalisa plusieurs figurines de Celeborn pour son jeu Le Seigneur des anneaux.

## Homonymie
Celeborn est aussi le nom porté par un des Arbres Blancs. Celeborn est un rejeton de Galathilion, lui-même n'étant pas le rejeton de Telperion mais une réplique miniature réalisée par Yavanna. Il a été planté à Tol Eressëa.